# Општина Корбу (Констанца)
Корбу (рум. Corbu) општина је у Румунији у округу Констанца.
Oпштина се налази на надморској висини од 41 m.